# Max de Pourtalès

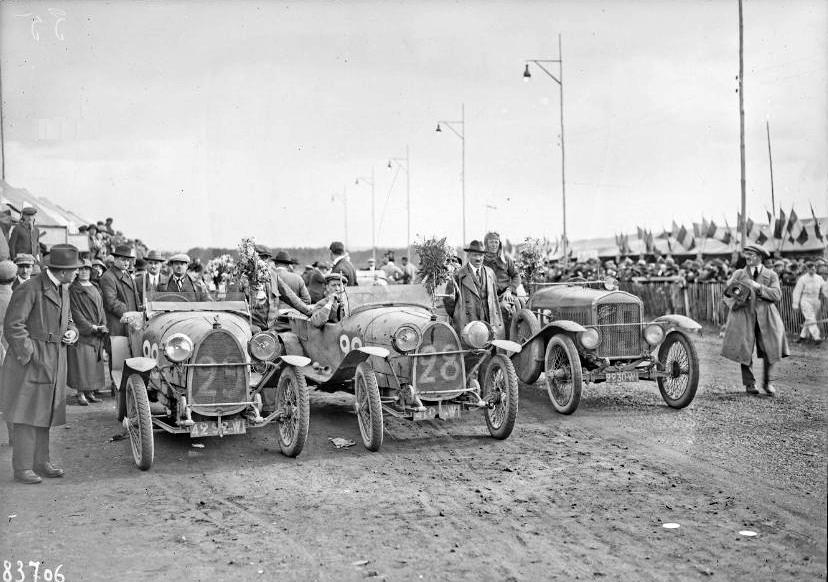
Der Bugatti Brescia 16S (Startnummer 29, links), von Sosthènes de la Rochefoucauld und Max de Pourtalès vor dem Start zum 24-Stunden-Rennen von Le Mans 1923

Max Arthur Hubert de Pourtalès (* 25. November 1893 in Paris; † 5. Februar 1935 in Neuilly-sur-Seine) war ein französischer Autorennfahrer.

## Karriere
Max de Pourtalès gehört zu den Fahrerpionieren des 24-Stunden-Rennens von Le Mans. Beim Debütrennen der Veranstaltung 1923 war er gemeinsam mit seinem Landsmann Sosthènes de la Rochefoucauld am Start und erreichte den zehnten Rang in der Gesamtwertung.

## Statistik

### Le-Mans-Ergebnisse
| Jahr | Team                | Fahrzeug            | Teamkollege                   | Platzierung             | Ausfallgrund |
| ---- | ------------------- | ------------------- | ----------------------------- | ----------------------- | ------------ |
| 1923 | Automobiles Bugatti | Bugatti Brescia 16S | Sosthènes de la Rochefoucauld | Rang 10 und Klassensieg |              |